# Urupema
Urupema är en kommun i Brasilien.   Den ligger i delstaten Santa Catarina, i den södra delen av landet, 1 400 km söder om huvudstaden Brasília. Antalet invånare är 2 482.
I omgivningarna runt Urupema växer huvudsakligen savannskog. Runt Urupema är det mycket glesbefolkat, med 7 invånare per kvadratkilometer.